# Pellario Orlandi
Pellario Orlandi (Pisa, ... – ...; fl. XII secolo) è stato un politico italiano.

## Biografia
Pellario Orlandi nacque a Pisa dalla nobile famiglia degli Orlandi. Egli nella sua vita si prodigò nella carriera politico-diplomatica divenendo console (nel 1158, 1161 e 1164), ed ambasciatore della repubblica di Pisa (nel 1163).
Intorno al 1158, insieme a Gherardo della Gherardesca, venne inviato dalla repubblica di Pisa nel Nord Italia, per prestare servizio a Federico Barbarossa, imperatore del Sacro Romano Impero. Pellario in tale missione, contribuì con il proprio manipolo di uomini a conquistare la città di Crema, Pavia e infine porre sotto assedio la città di Milano, con la sua conseguente distruzione.